# بحيرة روبكوند
بحيرة روبكوند (تُعرف بـ «بحيرة الهياكل العظمية»، أو «بحيرة الرفات»)، هي بحيرة جليدية على ارتفاع عالٍ (نحو 5000 متر) في ولاية أوتاراخند شمال الهند في جبال هيمالايا. ويبلغ قطرها نحو 40 مترا، مما يجعلها بحيرة صغيرة.

## لغز هياكل عظمية بشرية
وتضم البحيرة آلاف العظام البشرية، وهو ما أعطى البحيرة اسم «بحيرة الهياكل العظمية»، أو «بحيرة الرفات». تتحدث القصة التي يتضمنها الأدب الشعبي للمنطقة عن أصل هذه العظام، عن رحلة حج قام بها ملك وملكة وحاشيتهما، ذات يوم بالقرب من مقام لربة الجبال، ناندا، ومعهما موكبهما.
وحيث إن موكب الحجيج لم يتصرف بشكل لائق، وفقا للقصة الشعبية، فإن غضب الربة أصابهم.
ويعتقد آخرون أن الرفات هي لفلول جيش أو جماعة من التجار لقوا حتفهم في وقت واحد.
وفي عام 2019 اكتشف باحثون معلومات جديدة الآن بشأن أصل هذه العظام، حيث ذكر فريق دولي من الباحثين في دراستهم التي نشرت نتائجها في العدد الحالي من مجلة «نيتشر كوميونيكيشنز» أن العظام الموجودة في «بحيرة الرفات» ذات أعمار مختلفة وتعود لبشر من أصول مختلفة، وهو ما يستبعد تفسير هذه العظام بأنه كان نتيجة حدوث كارثة طبيعية أدت إلى الموت الغامض لأعداد كبيرة من الناس، حسبما أكد الباحثون. فحص الباحثون تحت إشراف رايش العديد من العظام باستخدام طرق الآثار العضوية، حيث قاموا على سبيل المثال بقراءة التسلسل الجيني لـ 38 فردا، لمعرفة ما يمكن معرفته عن القتلى، وحددوا عمر الرفات.
أظهر التحليل أن الموتى ينتمون لثلاث مجموعات جينية مختلفة، وأنهم جاءوا إلى البحيرة في أوقات مختلفة.
وأظهر 23 منهم قرابة جينية مع البشر في جنوب آسيا.
وتوفي هؤلاء عند البحيرة، في الفترة بين القرن السابع والقرن العاشر الميلادي.
استنتج الباحثون من خلال المجموع الجيني لـ 14 شخصا آخر أن أصولهم تعود للمنطقة الشرقية للبحر المتوسط.